# کشاورزی شهری
طبق تعریف به هر گونه کشاورزی در محیط‌های شهری، کشاورزی شهری گویند. کشاورزی شهری شامل مجموعه‌ای پیچیده و متنوع از فعالیت‌های تولید مواد غذائی، از جمله شیلات و جنگلداری است که در داخل یا حاشیه شهرها انجام می‌گیرد.

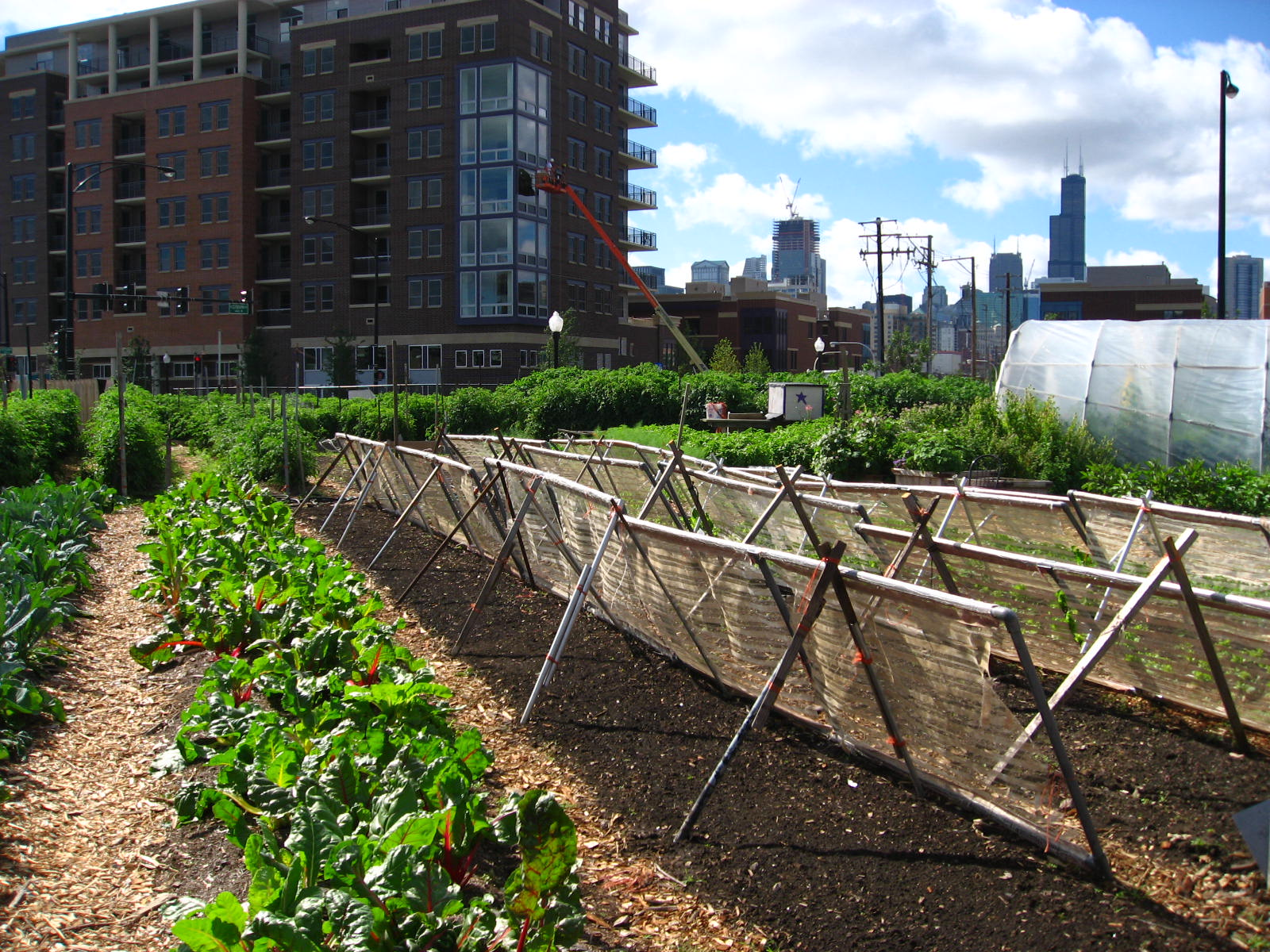
نمونه ای از کشت در کنار ساختمانهای شهر

## تاریخچه
ایده تولید غذای تکمیلی فراتر از عملیات کشاورزی روستایی مفهومی جدید نیست. در شهرهای نیمه بیابانی ایران قدیم، واحه‌ها از طریق قناتهایی که آب کوهستان را حمل می‌کردند تغذیه می‌شدند تا از تولید فشرده مواد غذائی حمایت کنند. در ماچوپیچو (پرو)، بسترهای گیاهی پلکانی (تراس بندی) برای استفاده بهتر از نور خورشید و طولانی‌شدن فصل رشد طراحی شد، و آب مصرفی شهر، صرفه جوئی و استفاده دوباره می‌شد. کشاورزی شهری، چه در زمان جنگ و رکود و کمبود مواد غذایی، و چه در زمان فراوانی نسبی استفاده می‌شد. باغ‌های اختصاصی در آلمان، در اوایل قرن نوزدهم به عنوان پاسخی به فقر و نآمنی غذایی پدید آمدند. در طول جنگ جهانی اول، رئیس‌جمهور آمریکا، وودرو ویلسون، از همه شهروندان خواست تا از هر فضای آزاد جهت تولید غذا استفاده کنند تا جائی که در سال ۱۹۱۹، بیش از ۵ میلیون قطعه زمین زیر کشت بود و بیش از ۵۰۰ میلیون پوند محصول برداشت می‌شد.

## فواید

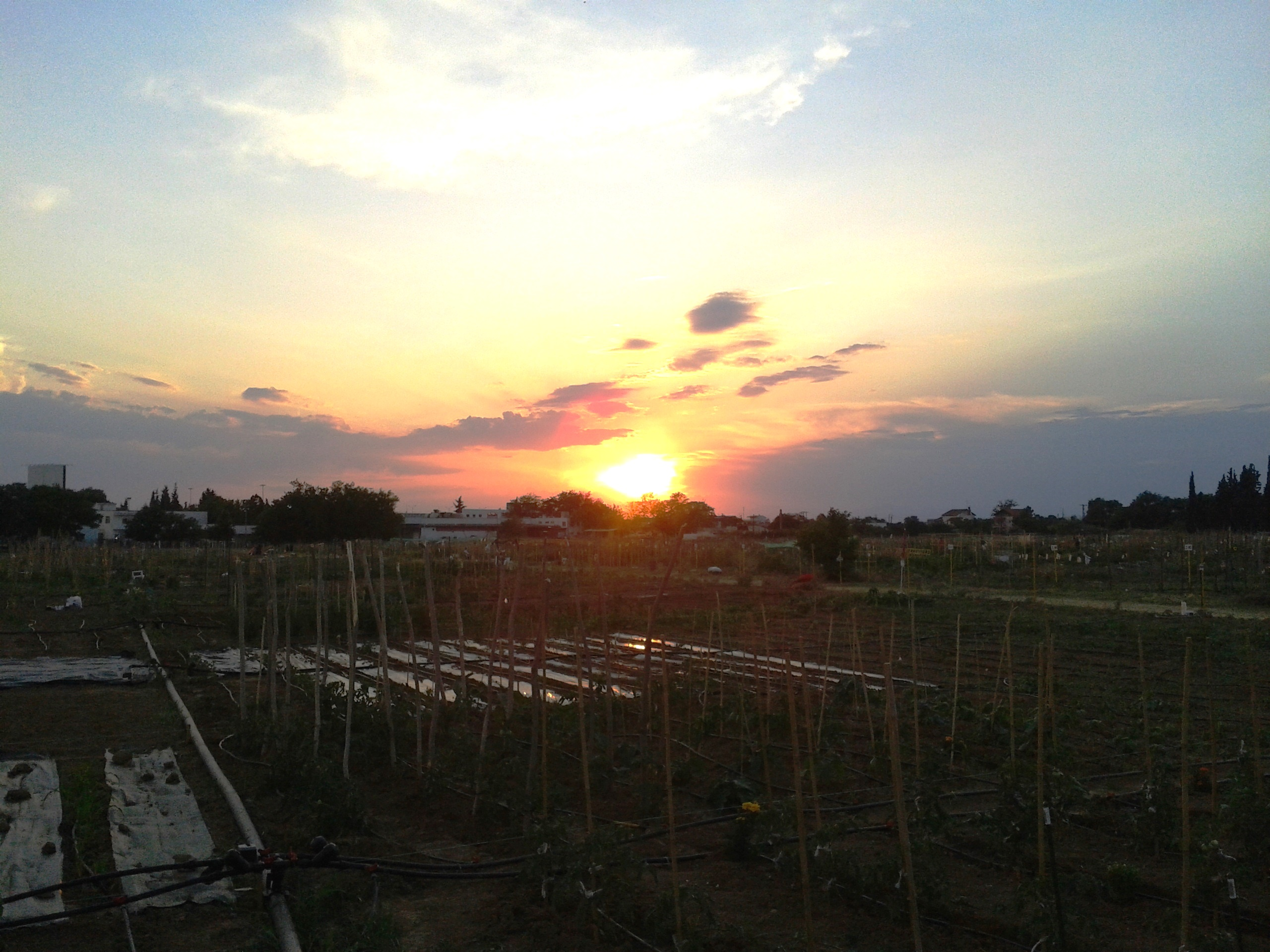
نمایی از یک کشاورزی شهری

از مزیت‌های این روش می‌توان به این اشاره نمود که جمعیت شهرنشین دنیا که چیزی در حدود یک سوم جمعیت جهان است، ساعاتی از وقت خود را به کشاورزی اختصاص می‌دهند تا نیاز خانواده خود را تا حدی تأمین کنند، یا محصولات خود را بفروشند. این قبیل کشاورزان به دلیل استفاده از سیستم‌های کوچک و سرمایه‌گذاری در بخش‌های پرسود معمولاً موفقیت بیشتری نسبت به کشاورزان روستایی دارند.
در برخی از شهرها مانند لندن برای تأمین غذا نیاز است که آنها را از مسافت‌های دور آورد که این امر هزینه زیادی دارد. در مقایسه، تولید محلی ارزانتر بدست مصرف‌کننده می‌رسد. از سوئی می‌توان گفت که بهره‌وری انرژی تولید غذا در این روش بالاتر و ردپای کربنی پائینتر است.
براساس گفته کریس اسکات، از مؤسسه بین‌المللی آب و خاک سری‌لانکا، حدود ۱۰ درصد زمین‌های کشاورزی شهری، با مواد بودار که از فاضلاب شهرها گرفته می‌شوند، آبیاری و تغذیه می‌شوند. اسکات معتقد است دولت‌ها باید با تصفیه فاضلاب از مواد میکروبی و نگهداری مواد غذایی مفید آن‌ها از این روش حمایت کنند.
کشاورزی در شهرها موجب تولید فضای سبز و کاهش حمل و نقل در داخل شهر می‌شود و موجب پاکیزه ماندن آب و هوا نیز می‌شود.
بنا به گزارش سازمان ملل متحد، حدود ۱۵ درصد محصولات غذایی جهان، در مناطق شهری تولید می‌شود و این مقدار رو به رشد است.

## نمونه‌های کشاورزی شهری
نمونه‌ای از اینها را می‌توان مردمی که در کلکته‌ی هندوستان مشغول تولید کود از زباله هستند یا افرادی که در لیما و پرو به صورت غیرقانونی خوک پرورش می‌دهند یا عده‌ای که در نایروبی و کنیا در قفس‌هایی چسبیده به آپارتمان‌شان مرغ پرورش می‌دهند را نام برد.
در شانگهای حدود یک میلیون نفر از ساکنان آن در این نوع مزارع به کشاورزی مشغول هستند. این شهر، شیر و تخم‌مرغ مورد نیاز خود و تقریباً قسمت عمده سبزی خود و بخشی از گوشت و تقریباً دومیلیون تن از غله مصرفی سالانه خود را تأمین می‌کند.

تولید سبزیجات روی پشت بام